# Thank U, Next (Lied)
Thank U, Next (englisch für ‚Danke, nächster‘) ist ein Lied der US-amerikanischen Sängerin Ariana Grande. Es erschien am 3. November 2018 als erste Singleauskopplung aus ihrem gleichnamigen fünften Studioalbum über Republic Records.

## Inhalt

### Komposition
Thank U, Next ist ein R&B-Pop-Song mit Elementen aus dem Synthpop. Die Tonart ist Des-Dur und das Tempo liegt bei 108 Schlägen pro Minute. Der Stimmumfang von Grande reicht in Thank U, Next von As3 bis C5.

### Text
Der Text zu Thank U, Next ist in englischer Sprache verfasst. Grande bezieht sich im Text auf ihre vergangenen Beziehungen zu Big Sean, Ricky Alvarez, Pete Davidson und Mac Miller (Malcolm).
| “Thought I’d end up with Sean But he wasn’t a match Wrote some songs about Ricky Now I listen and laugh Even almost got married And for Pete, I’m so thankful Wish I could say ‘Thank you’ to Malcolm ’Cause he was an angel” – Erste Strophe, Originalauszug | „Dachte ich würde bei Sean bleiben Doch er passte nicht Schrieb ein paar Lieder über Ricky Jetzt höre ich sie mir an und lache Heiratete sogar fast Und für Pete bin ich so dankbar Wünschte ich könnte Malcolm ‚Danke‘ sagen Denn er war ein Engel“ – Erste Strophe, Übersetzung |

Im Refrain singt sie

“Thank you, next

I’m so fuckin’ grateful for my ex”

„Danke, nächster

Ich bin meinem Ex so verdammt dankbar“

und stellt damit dar, dass sie dankbar für ihre gescheiterten Beziehungen ist.

## Musikvideo
Zum Release der Single erschien ein einfaches Video auf YouTube, in dem lediglich das Cover der Single zu sehen ist. Dieses zählt bis August 2025 über 177 Millionen Aufrufe auf dem Videoportal. Am 6. November 2018 folgte ein Lyrics Video, das bis August 2025 über 351 Millionen Aufrufe zählt.
Am 30. November erschien dann das offizielle Musikvideo, welches unter der Regie von Hannah Lux Davis gedreht wurde. In dem Video spielen neben Grande auch noch Kris Jenner, Jennifer Coolidge, Colleen Ballinger, Jonathan Bennett und Troye Sivan mit. Das Musikvideo wurde in den ersten 24 Stunden nach Release über 55 Millionen Mal aufgerufen und damit zu dem YouTube-Video mit den meisten Aufrufen innerhalb des ersten Tages nach Release. Bis August 2025 wurde es über 855 Millionen Mal aufgerufen.

## Rezeption

### Kritik
Thank U, Next erhielt überwiegend positive Kritiken und wurde von zahlreichen Fachmagazinen als eines der besten Lieder 2018 gelistet. Billboard listete den Song darüber hinaus auch auf ihrer Liste der „100 Songs, die das Jahrzehnt definiert haben.“

#### Jahresbestenlisten
| Jahr | Herausgeber   | Rang |
| ---- | ------------- | ---- |
| 2018 | Billboard     | 4    |
| 2018 | The Guardian  | 6    |
| 2018 | NPR           | 4    |
| 2018 | Pitchfork     | 8    |
| 2018 | Rolling Stone | 16   |
| 2018 | Time          | 3    |
| 2018 | Vulture       | 1    |

### Auszeichnungen
| Jahr | Auszeichnung             | Kategorie               | Ergebnis  | Quelle |
| ---- | ------------------------ | ----------------------- | --------- | ------ |
| 2019 | iHeartRadio Music Awards | Best Lyric              | Nominiert | [ 19 ] |
| 2019 | iHeartRadio Music Awards | Best Music Video        | Nominiert | [ 19 ] |
| 2019 | iHeartRadio Music Awards | Song That Left Us Shook | Nominiert | [ 19 ] |
| 2019 | Teen Choice Award        | Choice Pop Song         | Gewonnen  | [ 20 ] |
| 2019 | MTV Video Music Awards   | Video of the Year       | Nominiert | [ 21 ] |
| 2019 | MTV Video Music Awards   | Best Pop Video          | Nominiert | [ 21 ] |
| 2019 | MTV Video Music Awards   | Best Cinematography     | Nominiert | [ 21 ] |
| 2019 | MTV Video Music Awards   | Best Direction          | Nominiert | [ 21 ] |
| 2019 | MTV Video Music Awards   | Song of the Year        | Nominiert | [ 21 ] |
| 2019 | MTV Europe Music Awards  | Best Video              | Nominiert | [ 22 ] |

### Kommerzieller Erfolg

#### Chartplatzierungen
Thank U, Next stieg unter anderem in Großbritannien und den Vereinigten Staaten auf Rang eins in die Singlecharts ein. Das Lied wurde damit für Grande zum ersten Nummer-eins-Hit in den Vereinigten Staaten und gleichzeitig zu dem 32. Lied, das je auf Rang eins der Hot 100 debütieren konnte.
In den Spotify-Charts erreichte das Lied in der Woche Rang eins mit 47.098.337 Streams. In der darauffolgenden Woche hielt sich das Lied mit 59.975.503 Streams auf Rang eins, womit es sich auf Platz sechs der Lieder mit den meisten Streams innerhalb einer Woche befindet.
| ChartsChartplatzierungen       | Höchstplatzierung | Wochen |
| ------------------------------ | ----------------- | ------ |
| Deutschland (GfK)              | 13 (18 Wo.)       | 18     |
| Österreich (Ö3)                | 4 (16 Wo.)        | 16     |
| Schweiz (IFPI)                 | 7 (20 Wo.)        | 20     |
| Vereinigte Staaten (Billboard) | 1 (28 Wo.)        | 28     |
| Vereinigtes Königreich (OCC)   | 1 (19 Wo.)        | 19     |

| ChartsJahrescharts (2018)    | Platzierung |
| ---------------------------- | ----------- |
| Vereinigtes Königreich (OCC) | 68          |

| ChartsJahrescharts (2019)      | Platzierung |
| ------------------------------ | ----------- |
| Vereinigte Staaten (Billboard) | 12          |
| Vereinigtes Königreich (OCC)   | 30          |

| ChartsJahrescharts (2010–2019) | Platzierung |
| ------------------------------ | ----------- |
| Vereinigte Staaten (Billboard) | 75          |

#### Auszeichnungen für Musikverkäufe
| Land/Region                  | Auszeichnungen für Musikverkäufe (Land/Region, Auszeichnung, Verkäufe) | Verkäufe   |
| ---------------------------- | ---------------------------------------------------------------------- | ---------- |
| Australien (ARIA)            | 8× Platin                                                              | 560.000    |
| Belgien (BRMA)               | Platin                                                                 | 40.000     |
| Brasilien (PMB)              | 4× Diamant                                                             | 640.000    |
| Dänemark (IFPI)              | Platin                                                                 | 90.000     |
| Deutschland (BVMI)           | Gold                                                                   | 200.000    |
| Frankreich (SNEP)            | Diamant                                                                | 333.333    |
| Italien (FIMI)               | Platin                                                                 | 50.000     |
| Kanada (MC)                  | 9× Platin                                                              | 720.000    |
| Mexiko (AMPROFON)            | Gold                                                                   | 30.000     |
| Neuseeland (RMNZ)            | 5× Platin                                                              | 150.000    |
| Norwegen (IFPI)              | 3× Platin                                                              | 180.000    |
| Österreich (IFPI)            | Platin                                                                 | 30.000     |
| Polen (ZPAV)                 | 3× Platin                                                              | 150.000    |
| Portugal (AFP)               | 2× Platin                                                              | 20.000     |
| Schweden (IFPI)              | 2× Platin                                                              | 160.000    |
| Schweiz (IFPI)               | Platin                                                                 | 20.000     |
| Spanien (Promusicae)         | Platin                                                                 | 60.000     |
| Südkorea (KMCA)              | Platin                                                                 | 2.500.000  |
| Vereinigte Staaten (RIAA)    | 8× Platin                                                              | 8.000.000  |
| Vereinigtes Königreich (BPI) | 3× Platin                                                              | 1.880.000  |
| Insgesamt                    | 2× Gold · 50× Platin · 5× Diamant ·                                    | 15.813.333 |

Hauptartikel: Ariana Grande/Auszeichnungen für Musikverkäufe

## Veröffentlichung
Thank U, Next erschien am 3. November 2018 ohne vorherige Ankündigung zum Streaming und als Download über das US-amerikanische Musiklabel Republic Records.
Am 3. Januar 2019 kündigte Grande an, dass eine 7-Zoll-Vinylschallplatte mit Thank U, Next auf der A-Seite und Imagine auf der B-Seite erscheinen wird und ab sofort vorstellbar ist. Die Auslieferung folgte acht bis zehn Wochen später.

## Mitwirkende
- Ariana Grande: Gesang, Liedtexter
- Victoria Monét: Hintergrundgesang, Liedtexter
- Tayla Parx: Hintergrundgesang
- Njomza Vitia: Liedtexter
- Kimberly Krysiuk: Liedtexter
- Tommy Brown: Liedtexter, Produzent
- Michael Foster: Liedtexter, Produzent
- Charles Anderson: Liedtexter, Produzent
- Billy Hickey: Toningenieur
- Brendan Morawski: Toningenieur-Assistenz
- Sean Klein: Toningenieur-Assistenz
- Serban Ghenea: Abmischung
- John Hanes: Abmischung-Assistenz
- Randy Merrill: Mastering